# Belmonte de Pría
Belmonte de Pría, es un pueblo del concejo de Llanes, en el Principado de Asturias (España), perteneciente a la parroquia de Pría. Su altitud está entre los 52 y los 80 metros aproximadamente, y se sitúa a 3,6 kilómetros del pueblo de Nueva, y a unos 19,5 kilómetros de la capital del concejo.

## Geografía

### Geografía política
- Desde el punto de vista administrativo, Belmonte de Pría es una aldea de la parroquia de Pría, en el municipio de Llanes, Comarca de Oriente, en la comunidad autónoma de Asturias.
- Desde el punto de vista judicial, pertenece al partido judicial de Llanes.
- Desde el punto de vista religioso, pertenece a la parroquia de Pría, dentro del arciprestazgo de Llanes, en la archidiócesis de Oviedo.[3]

### Geografía física
El pueblo se encuentra en la ladera del monte de Pría, entre la autovía A-8, la carretera AS-379 y la cima del monte, donde se encuentra la iglesia de San Pedro de Pría. En su mayor parte consiste en praderas y pequeños bosques, con algunas plantaciones de eucaliptos.
El pueblo tiene un apeadero, Estación de Belmonte de la línea de ferrocarril de vía estrecha de Oviedo a Santander. Fue abierta al tráfico el 20 de julio de 1905, con la puesta en servicio del tramo Arriondas-Llanes de una línea que con este tramo completaba su recorrido entre Oviedo y Llanes. Las obras y la explotación corrieron a cargo de la Compañía de los Ferrocarriles Económicos de Asturias. En 1972, el recinto pasó a depender de la empresa pública FEVE que mantuvo su gestión hasta el año 2013, momento en el cual la explotación fue atribuida a Renfe Operadora y las instalaciones a Adif.

### Barrios
El Collause encuentra a mitad de camino entre la carretera AS-379 y la iglesia de San Pedro. En su centro se encuentran la capilla y el hórreo.

## Cultura
El Camino de Santiago por la costa pasa por el medio de Belmonte de Pría. 

## Puntos de interés

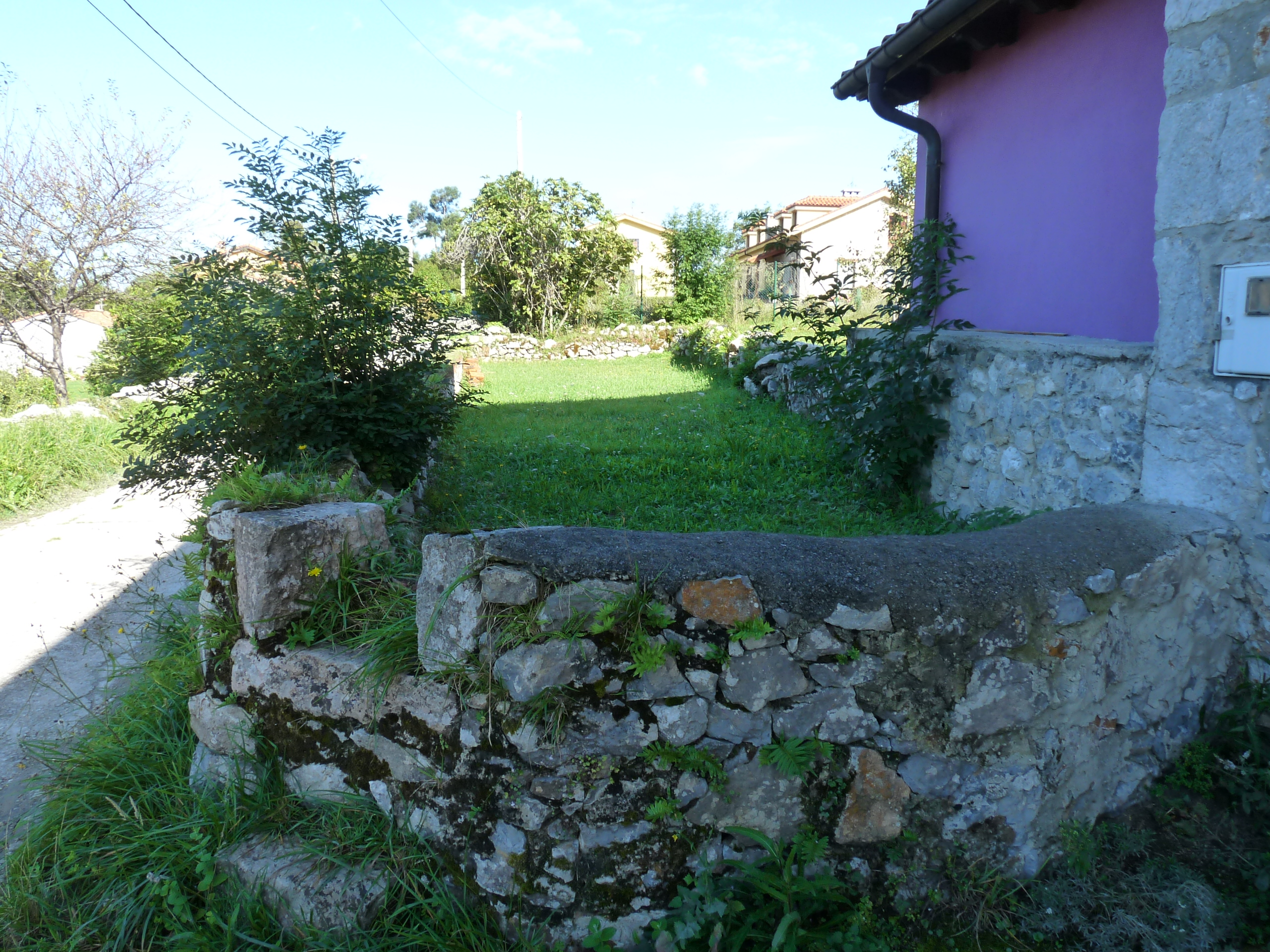
Bolera

HórreoEn el barrio del Collau hay un hórreo típico asturiano.
Capilla de San JoséCapilla privada en el centro del Collau.
BoleraEl pueblo tiene una pequeña bolera para jugar en la forma tradicional.
La RosaledaCasa de indianos.

## Economía
La actividad económica principal es agropecuaria: agricultura, ganadería y actividad maderera, aunque en las últimas décadas el turismo ha comenzado a desplazar la agricultura como principal actividad económica.